# Zabagabee: The Best of Barnes & Barnes
Zabagabee: The Best of Barnes & Barnes è una raccolta di alcune famose canzoni dei Barnes & Barnes pubblicata nel 1987.
Alcune canzoni (es: Blithering, What's News Pussycat? e Loch Ness Lady) non furono mai pubblicate in passato.
"Zabagabee" è un'espressione inventata dal duo che vuol dire: "celebrazione, festa".

## Tracce

### Lato A
1. Fish Heads - 2:23
2. Blithering - 3:21
3. Soak It Up - 3:13
4. Ah A - 1:29
5. Boogie Woogie Amputee - 2:34
6. Life Is Safer When You're Sleeping - 3:38
7. Unfinished Business - 3:44
8. Pussy Whipped - 3:44

### Lato B
1. What's New Pussycat - 2:45
2. Party in My Pants - 3:29
3. Don't You Wanna Go to the Moon - 3:30
4. Pizza Face - 2:38
5. Love Tap - 2:19
6. I Don't Remember Tomorrow - 3:44
7. Cemetery Girls - 4:45
8. When You Die - 1:57
9. Cats - 3:11
10. Something's in the Bag - 4:26
11. Swallow My Love - 3:16
12. Loch Ness Lady - 1:27
13. The Ballad of Jim Joy - 3:03